# Język lawangan
Język lawangan, także luwangan – język austronezyjski używany w indonezyjskich prowincjach Borneo Środkowe i Borneo Południowe. Posługuje się nim lud Lawangan, jedna z grup Dajaków. Według danych z 1981 roku mówi nim 100 tys. osób.
Lawangan jest blisko spokrewniony z językiem tawoyan, tworząc z nim wspólną grupę w ramach języków barito wschodnich.
Powszechna jest wielojęzyczność (w użyciu są też lokalne języki ma’anyan, paku karau, ngaju i banjar). Sam język lawangan nie jest natomiast znany innym grupom etnicznym.
Cechuje się dużym zróżnicowaniem wewnętrznym, ma przynajmniej siedemnaście dialektów. Dialekt benua jest do tego stopnia odrębny, że przypuszczalnie może być klasyfikowany jako samodzielny język.
Został opisany w postaci opracowań z końca XX wieku (1985, 1992)  . Nie rozwinął piśmiennictwa. Istnieje tradycja przekazu ustnego.